# L'Aparició de la Mare de Déu del Pilar
L'Aparició de la Mare de Déu del Pilar és una obra de Francisco de Goya, realitzada a l'oli sobre taula, conservada al Museu Nacional d'Art de Catalunya de Barcelona.

## Història
L'obra va pertànyer a l'empresari Julio Muñoz Ramonet, que a la seva mort l'any 1991, va deixar en herència l'obra, entre d'altres, a la ciutat de Barcelona. Després que les seves filles amaguessin algunes de les obres d'art més rellevants i portessin a la via judicial el testament del seu pare, l'any 2012, el Tribunal Suprem va donar la raó a la Fundació Julio Muñoz Ramonet, el patró de la qual és l'Ajuntament de Barcelona. Aquesta va iniciar accions legals per a recuperar les peces que resten desaparegudes, i el 29 de juny del 2017, el quadre va ser dipositat al MNAC juntament amb L'Anunciació d'El Greco. Finalment, el juliol del 2022, la Fundació va ser ratificada com a legítima propietària de les pintures.